# مطار بيلاغا
مطار بيلاغا (إياتا: BLG، إيكاو: WBGC) هو مطار يقع في بيلاغا، ساراواك، ماليزيا.

## شركات الطيران والوجهات
في أعقاب استحواذ شركة MASwings على خطوط طيران آسيا (إكس)، تم إيقاف خط Bintulu-Belaga.